# 124-й стрелковый корпус
124-й стрелковый корпус — общевойсковое формирование (соединение, стрелковый корпус) РККА Вооружённых Сил СССР.
Условное наименование — войсковая часть полевая почта (в/ч пп) № 2913
Сокращённое наименование — 124-й ск.

## История формирования
Управление управление 124-го стрелкового корпуса было сформировано в период с 27.12.1944 по 25.01.1944 г. в г. Люберцы (Московский военный округ). Командиром корпуса был назначен генерал-майор Дамберг, Вольдемар Францевич.
В первоначальный состав корпуса вошли:
- 80,113,177 стрелковые дивизии
- 109-й отдельный батальон связи
- 929-й отдельный сапёрный батальон
- 2913-я военно-почтовая станция

Войну 124-й СК завершил в Кенигсберге. Летом 1945 корпус был переведен в Киевский военный округ, а зимой 1946 вошел в состав Бакинского военного округа и был передислоцирован в Махачкалу. К маю 1946 управление 124-го СК было расформировано.

## Участие в боевых действиях
Период вхождения в действующую армию: 30.01.1944 — 31.03.1944, 29.04.1944 - 13.12.1944, 04.01.1945 - 09.05.1945 .

### Командиры
- Дамберг, Вольдемар Францевич 25.01.1944 - 04.03.1944 , генерал-майор
- Никитин, Иван Фёдорович 05.03.1944 - 27.07.1944 , генерал-майор
- Якунин, Николай Петрович 28.07.1944 - 30.09.1944 , генерал-майор  погиб
- Алиев, Иван Михайлович 02.10.1944 - 07.02.1945 , генерал-майор
- Иванов, Иван Иванович) 08.02.1945 — 03.1946), генерал-лейтенант